# Господиново (област Силистра)
 За другото българско село вижте Господиново (Област Варна).  
Господиново е село в Североизточна България. То се намира в община Кайнарджа, област Силистра.

## Население
Според преброяването на населението  през 2011 г. в селото са живеели 24 души от които 22 (91,7 %) са българи, а останалите не са посочили етническа принадлежност.
В селото има новоизграден православно християнски параклис. Параклисът е открит на 8 юни 2005 г. и носи името на светите мъченици Марк и Юлий Доростолски.

## История
Между 1913 – 1940 г. селото е било в границите на Румъния.
1. ↑  www.grao.bg